# 33455 Coakley
33455 Coakley è un asteroide della fascia principale. Scoperto nel 1999, presenta un'orbita caratterizzata da un semiasse maggiore pari a 2,2854144 UA e da un'eccentricità di 0,0689882, inclinata di 6,58445° rispetto all'eclittica.